# Арьежская гончая
Арьежская гончая(фр. Ariegeois) – порода охотничьих собак, созданная в XIX веке на юге Франции.
Является одной из относительно молодых пород гончих собак.
Другое название породы – арьежуа.

## История породы
Арьежуа относятся к типу средних континентальных гончих. Порода была сформирована  во Франции в XIX веке на основе следующих пород: голубая гасконская гончая, гасконско-сентджонская гончая и артуазская гончая.
Порода была официально признана у себя на родине в 1912 году. Международное признание и регистрацию в кинологической федерации FCI собаки этой породы получили в 1996 году. Тремя годами ранее порода получила признание федерации UKC.
До начала  Первой  мировой войны арьежуа были популярны у себя на родине и активно использовались в качестве рабочих охотничьих собак. К сороковым годам  двадцатого века популярность этой породы  постепенно падала, а в сам период Второй мировой войны  порода была практически утрачена.
Активное восстановление поголовья собак этой породы началось во второй половине двадцатого века. Работа любителей породы, которые занимались этим, привела к воссозданию популяции и получению официального признания в Международной кинологической федерации.

## Описание
Рост в холке у сук и кобелей заметно различается. Средний рост у сук 50-56 сантиметров,  у кобелей 52-58 сантиметров. При этом  кобель должен быть  выражено рыхлее и тяжелее суки. Средний вес  для всех собак этой породы 25-30 килограмм, средний срок жизни 12-14 лет.
Собаки этой породы лёгкие, мускулистые, обладают изящными и лёгкими движениями.
Окрас арьежуа белый с чётко обозначенными чёрными пятнами на голове и корпусе. На скулах, над глазами и иногда на груди присутствуют светлые  подпалины. В окрасе допускается небольшое количество крапа.
При выставочной оценке собак этой породы, в силу того, что она относится к группе рабочих пород собак, приобретённые травмы и увечья не являются дисквалифицирующими признаками.
Собаки  этой породы имеют длинную, чётко очерченную голову. Длина морды по длине равна лобовой части, придавая квадратный формат голове. Затылочный бугор чётко выражен. Нос прямой или с лёгкой горбинкой. Мочка носа всегда чётко выражена и имеет только чёрный окрас.   
Глаза поставлены широко, некрупного размера, тёмного цвета. Веки сухие, плотно прилегающие. Уши длинные, мягкие, низко посаженные, не встают на хряще.   
Шея длинная, сильная, с выраженным кожным подвесом.  
Корпус удлинённого формата, грудь средней ширины, вытянутая. Спина прямая, круп не выражен. Хвост посажен высоко, имеет саблевидную форму, заметно истончается к концу.       
Передние лапы прямые, лопатки не выражены, локти плотно прижаты к корпусу. Задние лапы немного длиннее передних, имеют хорошо обмускуленные выраженные бёдра и низко поставленный скакательный сустав. Пальцы длинные, при сборе лапы имеют выраженный изгиб. Подушечки лап и когти всегда чёрного цвета.            
Шерсть короткая, тонкая, не имеет подшерстка. Плотно прилегает к телу, на всём корпусе имеет равномерную длину.                        

## Характер
Собаки этой породы обладают спокойным, сдержанным темпераментом. Ласковы, контактны, преданы хозяину. К людям и своим  сородичам арьежуа практически не проявляют агрессии, но могут ее демонстрировать в отношении других видов животных. Арьежские гончие ведут себя  достаточно тихо, они не склонны подавать голос.
Не пригодны для охраны территории и активной защиты  хозяина.
В охоте эти собаки азартны и упрямы, показывают смекалку в преследовании зверя.

## Содержание и уход
Шерсть арьежуа не требует специализированного ухода и слабо подвержена линьке. Для гигиенического вычёсывания животных необходимо расчёсывать один раз в две-три недели.
Особого внимания требуют уши собак этой породы. Они нуждаются в регулярной и достаточно частой чистке, также требуется регулярный осмотр на предмет наличия  повреждений и грибковых инфекций. После купания собаки уши необходимо всегда вытирать с нижней (прилегающей к голове) стороны, поскольку эти собаки из-за специфического строения  уха не могут при отряхивании избавиться от попадающей в уши влаги. 
Арьежуа нуждаются в длительном выгуле и повышенных физических нагрузках.
Следует учитывать, что эти собаки не приспособлены для жизни в холодных условиях. При выгуле в холодное время года их необходимо выводить на улицу в специализированной собачьей одежде.